# 博湖镇
博湖镇，是中华人民共和国新疆维吾尔自治区巴音郭楞蒙古自治州博湖县下辖的一个乡镇级行政单位。

## 行政区划
博湖镇下辖以下地区：
银湖社区、阳光社区、芦花社区、宝浪社区、团结社区和乌什塔拉渔村社区。